# El hablador
El hablador es una novela del escritor peruano Mario Vargas Llosa. Fue publicada en España en 1987 por la editorial Seix Barral. 
A lo largo de la narración se contrapone el mundo de las sociedades modernas con el de las tribus indígenas americanas de Perú, cuyos integrantes se encuentran fuertemente unidos a la naturaleza, y pueden comunicarse con los elementos naturales, así como con los pájaros y demás seres vivos de la selva.
La obra está estructurada mediante la utilización de dos narradores. El primero corresponde al propio novelista, y el segundo es un "hablador" (contador de historias itinerante perteneciente a la tribu machiguenga de la Amazonia peruana). Las intervenciones de ambos se alternan de forma ordenada a lo largo de la obra. 

El hablador describe los mitos cosmogónicos de los machiguengas, la lucha entre el dios Tasurinchi, creador del mundo, y las divinidades malignas representadas por Kientibakori. Para ello recurre a viejas historias, leyendas y ceremonias mágicas que tienen lugar en lo más profundo de la selva, en lugares que permanecen puros y que todavía no han sido destruidos por la civilización.

## Resumen
La obra está separada en tres secciones. Los capítulos I y VIII son el relato-marco, el narrador nos cuenta sobre su visita a Florencia en el verano de 1985. En el pasaje de Santa Margherita, descubre una galería pequeña en la que se exhiben fotos de la Amazonia peruana tomadas por el fotógrafo italiano Gabriele Malfatti. El visitante reconoce en las fotos la región de Nueva Luz y Nuevo Mundo, que él había recorrido pocos años atrás. Una de las fotos le llama especialmente la atención: hombres y mujeres de los machiguenga se encuentran sentados en círculo alrededor de un hablador. El narrador cree que el hablador es su desaparecido amigo Saúl, que se habría unido a la etnia machiguenga.
Esta construcción le permite al narrador relacionar sus estudios sobre los indios de la Amazonia con la concepción de su amigo sobre la vida dentro de la naturaleza. Y con esto puede comenzar a escribir la novela en la que trata de entender y retratar el mundo espiritual de las culturas indígenas y, al mismo tiempo, de mostrar las dificultades en llevarlo a cabo. El narrador sabe que desde su visita seis años atrás a la selva amazónica la situación ha seguido empeorando: la deforestación, los asentamientos, la exploración petrolera, el narcotráfico y el terrorismo tuvieron que haber repercutido sobre los machiguengas. Se pregunta entonces cuánto tiempo se mantendrán sus aldeas intactas y cómo reaccionarán sus habitantes a ese desarrollo: si se adaptarán a las nuevas condiciones o si se replegarán y seguirán moviéndose. 
Los capítulos II, IV, y VI ocurren en el pasado cuando el narrador y Saúl eran amigos. Saúl y el narrador se conocieron en la universidad. Todos llamaban Saúl la Mascarita porque tenía una gran mancha de nacimiento en la cara. Su padre era judío-europeo y su madre, criolla. Esta había muerto antes de que Saúl entrara en la universidad. Saúl era diferente del resto de la sociedad, siendo frecuentemente intimidado por la gente. Estudiaba derecho y etnología en la universidad, pero finalmente dejó sus estudios de leyes porque le interesaban más las comunidades indígenas de la Amazonia. Saúl considera que los etnólogos están haciendo mal sus estudios, poniendo a los indígenas en riesgo de una segunda colonización. Cree que las etinias no deben ser modernizadas ni estudiadas. Pero cuando el narrador va a la Amazonia, no está de acuerdo con la Mascarita. Cree que la modernización es buena para los indígenas. En el capítulo VI vemos la vida del narrador un poco más adelante, en la que trabaja para un programa televisivo "La Torre de Babel". Este programa le dedica un segmento a los machiguengas y encuentra que están más integrados ahora en la sociedad moderna. Escucha sobre los habladores de la comunidad. No hablan mucho de esas personas para protegerlos, pero el narrador cree que Saúl se convirtió en uno de los habladores de los machiguengas. 
Los otros capítulos, III, V, y VII tratan de los mitos de las machiguengas y de las aventuras del hablador con el Tasurinchi. Son historias de los orígenes de la tribu y de los dioses y demonios del mundo indígena. El hablador y los pueblos siempre están caminando. El hablador camina de pueblo en pueblo contando las historias del Tasurinchi. El Tasurinchi aparece en muchas formas con nombres diferentes y en algunas historias preenta semejanzas con diversos aspectos de la sociedad moderna. Por ejemplo, hay una historia sobre el Jehová Tasurinchi que tiene paralelos con Jesús de la Biblia cristiana. Hay varias historias fantásticas, como la historia en la que Tasurinchi empezó a comer un ciervo y todos lo creían loco por comer esa carne, pero al final, Tasurinchi se convirtió en ciervo.

## Personajes principales
El Narrador no está identificado en el libro, pero su vida se asemeja a la de Vargas Llosa. Por ejemplo, los dos trabajaron en la programa de La Torre de Babel. Él es un escritor que vive en Florencia en el presente, pero que escribe sobre su pasado. 
Saúl Zuratas es el hijo de Don Salomón Zuratas. Saúl es una mezcla de peruano, judío y criollo. Todos los llaman la Mascarita por la gran mancha de nacimiento que tiene en su cara. Conoce al narrador en la universidad y se convierten en amigos. La gran pasión de Saúl es la vida de los indígenas machiguenga, tanto que se convierte en uno de ellos: el hablador. 
Tasurinchi es un personaje que tiene muchos nombres en el libro. Es el protagonista de las historias que cuenta el hablador. Entre ambos existen una gran conexión. Tasurinchi aparece a veces como un dios, pero cada vez que aparece presenta características diferentes y transmite enseñanzas diferentes también.

## Temas en la novela
Algunos temas son la modernización y la globalización. En el libro Saúl rechaza la modernización para los machiguenga, pero el narrador cree que es mejor para ellos ser modernizados. El libro muestra pros y contras de la modernización de las comunidades indígenas. 
La cultura indígena juega un papel central en la novela. A través de las historias orales del hablador, se narran aspectos culturales importantes como la oralidad, sus creencias y su diversión.   
Hay varios aspectos tradicionales en este libro que se pueden contrastar, como la oralidad y la escritura; la verdad y la ficción; la comunidad y la nación; la tradición y la modernidad. Todos estos pares muestran la identidad hispanoamericana que también es un híbrido de culturas. 
La verdad es otro tema que podemos ver en la novela. El narrador está buscando el paradero de Saúl y si este es verdaderamente un hablador de los machiguenga.

## Técnicas narrativas
1.- narración paralela 
2.- narrador testigo
3.- narrador autor 
4.- cajas chinas 
5.- flashback
6.- metáforas 
7.- monólogo exterior